# Federico Maldini
Federico Nilo Maldini (Bolonia, 28 de marzo de 2001) es un deportista italiano que compite en tiro, en la modalidad de pistola.
Participó en los Juegos Olímpicos de París 2024, obteniendo una medalla de plata en la prueba de pistola 10 m. Ganó una medalla de plata en el Campeonato Europeo de Tiro en 10 m de 2023, en la prueba de pistola 10 m mixto.

## Palmarés internacional
| Juegos Olímpicos   | Juegos Olímpicos | Juegos Olímpicos | Juegos Olímpicos   |
| Año                | Lugar            | Medalla          | Prueba             |
| ------------------ | ---------------- | ---------------- | ------------------ |
| 2024               | París (Francia)  | Medalla de plata | Pistola 10 m       |
| Campeonato Europeo |                  |                  |                    |
| Año                | Lugar            | Medalla          | Prueba             |
| 2023               | Tallin (Estonia) | Medalla de plata | Pistola 10 m mixto |